# Марта Гастіні
Марта Гастіні (італ. Marta Gastini; *2 жовтня 1989, Алессандрія Італія) — італійська акторка.

## Біографія
Марта Гастіні народилася 2 жовтня 1989 в Алессандрії, Італія. Займалася в декількох танцювальних школах, відвідувала уроки співу в Музичній Академії Алессандрії. Дебютувала у кіно 2009 року. З 2011 року знімається в серіалі «Борджія». 2012 року знялася у фільмі «Дракула 3D». 2011 — номінована на премію «Italian National Syndicate of Film Journalists» «Silver Ribbon» в категорії «Найкраща актриса другого плану» за фільм «Обряд».

## Джерело
- Сторінка [Архівовано 27 травня 2014 у Wayback Machine.] на imdb.com